# Erinna (segle VI aC)
Erinna (en grec antic Ἤριννα) va ser una poeta grega contemporània i amiga de Safo i de Baucis (vers 612 aC), que va morir als 90 anys, encara que C. M. Bowra, basant-se en fonts antigues, indica que va morir verge als 19 i no als 90. Les fonts clàssiques la situen en diversos llocs, com ara Teos, Rodes, Lesbos, i d'altres. Sembla que va néixer a l'illa de Telos a començaments del segle iv aC, i es va formar a Cos. Va deixar nombrosos poemes d'alta qualitat, de tipus èpic, el principal dels quals és Ἠλακάτη (Elakáte, La filosa), en 300 versos, en els dialectes eoli i dori, dels quals se'n conserven 4, escrit en la forma de llenguatge que es parlava a Rodes o a la veïna illa de Telos. A Bizanci tenia una estàtua. A l'Antologia grega hi ha tres epigrames que se li atribueixen, dos dels quals són dubtosos.